# Zapponeta
Zapponeta là một đô thị thuộc tỉnh Foggia trong vùng Puglia ở Ý. Đô thị này có diện tích 40 km², dân số 3013 người.
Các đô thị giáp ranh: Cerignola, Manfredonia, Margherita di Savoia, Trinitapoli.